# اجتماع گرند راندی
مجتمع گرندراندی (به انگلیسی: Grand Ronde Community) در اصل محل سکونت اتحادیه چند قبیله بومیان اصلی بوده است. و در حال حاضر یک منطقهٔ مسکونی در ایالات متحده آمریکا است که در ایالت اورگن واقع شده‌است. اجتماع گرند راندی ۵۵ نفر جمعیت دارد.